# Barclay Bugt
Barclay Bugt är en vik i Grönland (Kungariket Danmark).   Den ligger i kommunen Sermersooq, i den sydöstra delen av Grönland, 1 300 km öster om huvudstaden Nuuk.